# Глажево (селище)
Глажево (рос. Глажево) — селище у Кіриському районі Ленінградської області Російської Федерації.
Населення становить 2479 осіб. Належить до муніципального утворення Глажевське сільське поселення.

## Історія
Згідно із законом від 1 вересня 2004 року № 49-оз органом  місцевого самоврядування є Глажевське сільське поселення.

## Населення
| 2007 | 2010  | 2017  |
| ---- | ----- | ----- |
| 2340 | ↘2231 | ↗2479 |